# Альбом (фільм, 2016)
«Альбом» (тур. Albüm) — турецький комедійний фільм, знятий Мехметом Джан Мертоглу. Світова прем'єра стрічки відбулась 12 травня 2016 року на Каннському кінофестивалі, а в Україні — 19 липня 2016 року на Одеському міжнародному кінофестивалі. Фільм розповідає про молоду пару, яка планує зробити фотоальбом «псевдовагітності», щоб створити видимість біологічного зв'язку з дитиною, котру вони збираються всиновити.

## У ролях
- Шебнем Бозоклу — Бахар Бахтіяроглу
- Мурат Килич — Джюнейт Бахтіяроглу
- Мутталіп Мюйдечі
- Мюфіт Кайачан
- Риза Акин
- Міхрібан Ер

## Визнання
| Нагороди та номінації фільму «Альбом» | Нагороди та номінації фільму «Альбом»   | Нагороди та номінації фільму «Альбом»         | Нагороди та номінації фільму «Альбом» | Нагороди та номінації фільму «Альбом» | Нагороди та номінації фільму «Альбом» |
| Рік                                   | Кінопремія / Кінофестиваль              | Категорія / Нагорода                          | Номінант                              | Результат                             |                                       |
| ------------------------------------- | --------------------------------------- | --------------------------------------------- | ------------------------------------- | ------------------------------------- | ------------------------------------- |
| 2016                                  | Каннський кінофестиваль                 | Гран-прі «Тижня критиків»                     | «Альбом»                              | Номінація                             |                                       |
| 2016                                  | Каннський кінофестиваль                 | Нагорода «Одкровення» (Prix de la révélation) | «Альбом»                              | Перемога                              |                                       |
| 2016                                  | Каннський кінофестиваль                 | «Золота камера» за найкращий дебютний фільм   | «Альбом»                              | Номінація                             |                                       |
| 2016                                  | Єрусалимський міжнародний кінофестиваль | Приз ФІПРЕССІ за найкращий дебютний фільм     | «Альбом»                              | Перемога                              |                                       |